# 415P/Tenagra
415P/Tenagra è una cometa periodica appartenente alla famiglia delle comete gioviane. La cometa è stata scoperta il 16 febbraio 2013 , la sua riscoperta il 25 dicembre 2020 ha permesso di numerarla .
Unica particolarità di questa cometa è di avere una MOID col pianeta Giove di sole 0,1147 UA: questo fatto comporta la possibilità di incontri ravvicinati con Giove con conseguenti possibilità di cambiamenti, anche drastici, della sua orbita. Il prossimo incontro ravvicinato avverrà il 22 dicembre 2033 quando i due corpi celesti passeranno a sole 0,46446 UA di distanza.